# Верхняя Ольховая
Верхняя Ольховая (укр. Верхня Вільхова) — село, относится к Станично-Луганскому району Луганской области Украины.
Население по переписи 2001 года составляло 464 человека. Почтовый индекс — 93642. Телефонный код — 6472. Занимает площадь 2,93 км².

## Местный совет
93641, Луганська обл., Станично-Луганський р-н, с. Нижня Вільхова, вул. Октябрьська, 52  (укр.)